# Équipe d'Italie de rugby à XV à la Coupe du monde 2019
L'équipe d'Italie de rugby à XV participe à la coupe du monde de rugby à XV 2019, sa neuvième participation en autant d'épreuves.

## Préambule
L'équipe d'Italie de rugby à XV participe à la Coupe du monde depuis sa création mais elle n'a jamais dépassé le stade des matchs de poule.

## Effectif

### Groupe de préparation
Une sélection de 38 joueurs est établie pour les 4 tests matchs précédant la coupe du monde, dont sont notamment exclus six blessés, parmi lesquels Tommaso Castello et Marco Fuser, un temps présents en observation dans le groupe.
| Entraîneur | Entraîneur             | Conor O'Shea |
| Avants     | Pilier                 | Simone Ferrari, Andrea Lovotti, Tiziano Pasquali, Nicola Quaglio, Marco Riccioni, Cherif Traorè, Giosuè Zilocchi, Federico Zani |
| Avants     | Talonneur              | Luca Bigi, Oliviero Fabiani, Leonardo Ghiraldini, Engjel Makelara                                                               |
| Avants     | Deuxième ligne         | Dean Budd, Marco Fuser, Marco Lazzaroni, Federico Ruzza, David Sisi, Alessandro Zanni                                           |
| Avants     | Troisième ligne aile   | Renato Giammarioli, Giovanni Licata, Maxime Mbanda, Sebastian Negri, Jake Polledri, Jimmy Tuivati                               |
| Avants     | Troisième ligne centre | Sergio Parisse , Braam Steyn |
| Arrières   | Demi de mêlée          | Callum Braley, Guglielmo Palazzani, Tito Tebaldi, Marcello Violi                                                                |
| Arrières   | Demi d'ouverture       | Tommaso Allan, Carlo Canna, Ian McKinley                                                                                        |
| Arrières   | Centre                 | Tommaso Benvenuti, Michele Campagnaro, Tommaso Castello, Luca Morisi, Marco Zanon                                               |
| Arrières   | Ailier                 | Mattia Bellini, Giulio Bisegni, Angelo Esposito                                                                                 |
| Arrières   | Arrière                | Jayden Hayward, Matteo Minozzi, Edoardo Padovani                                                                                |

### Effectif définitif
Le 18 août 2019, le sélectionneur Conor O'Shea présente une liste de 31 joueurs qui se rendront en Coupe du monde. A noter que malgré son exclusion des 31 Jimmy Tuivati figure quand-même dans le XV titulaire sélectionné pour affronter l'Angleterre le 6 septembre 2019.
N.B. : le nombre de sélections et points est celui au moment de l'annonce de cette liste.

#### Avants
| Nom                     | Naissance         | Sélections (Ptsmarqués) | Club             | Année de 1re sélection |
| Piliers                 | Piliers           | Piliers                 | Piliers          | Piliers                |
| ----------------------- | ----------------- | ----------------------- | ---------------- | ---------------------- |
| Simone Ferrari          | 28 mars 1994      | 24 (5)                  | Benetton Trévise | 2016                   |
| Andrea Lovotti          | 28 juillet 1989   | 36 (0)                  | Zebre            | 2016                   |
| Tiziano Pasquali        | 14 juillet 1994   | 19 (5)                  | Benetton Trévise | 2017                   |
| Nicola Quaglio          | 9 mars 1991       | 10 (0)                  | Benetton Trévise | 2016                   |
| Marco Riccioni          | 19 octobre 1997   | 2 (0)                   | Benetton Trévise | 2019                   |
| Federico Zani           | 9 avril 1989      | 8 (0)                   | Benetton Trévise | 2017                   |
| Talonneur               |                   |                         |                  |                        |
| Luca Bigi               | 19 avril 1991     | 20 (0)                  | Benetton Trévise | 2017                   |
| Oliviero Fabiani        | 13 juillet 1990   | 8 (0)                   | Zebre            | 2016                   |
| Leonardo Ghiraldini     | 26 décembre 1984  | 104 (30)                | Stade toulousain | 2006                   |
| Deuxièmes ligne         |                   |                         |                  |                        |
| Dean Budd               | 31 juillet 1986   | 21 (5)                  | Benetton Trévise | 2017                   |
| Federico Ruzza          | 4 août 1994       | 13 (0)                  | Benetton Trévise | 2017                   |
| David Sisi              | 5 février 1993    | 6 (0)                   | Zebre            | 2019                   |
| Alessandro Zanni        | 31 janvier 1984   | 113 (20)                | Benetton Trévise | 2005                   |
| Troisièmes ligne aile   |                   |                         |                  |                        |
| Maxime Mbanda           | 10 avril 1993     | 17 (10)                 | Zebre            | 2016                   |
| Sebastian Negri         | 30 juin 1994      | 18 (0)                  | Benetton Trévise | 2016                   |
| Jake Polledri           | 8 novembre 1995   | 9 (5)                   | Gloucester Rugby | 2018                   |
| Troisièmes ligne centre |                   |                         |                  |                        |
| Sergio Parisse          | 12 septembre 1983 | 139 (83)                | RC Toulon        | 2002                   |
| Braam Steyn             | 2 mai 1992        | 31 (10)                 | Benetton Trévise | 2016                   |

#### Arrières
| Nom                 | Naissance         | Sélections (Ptsmarqués) | Club             | Année de 1re sélection |
| Demis de mêlée      | Demis de mêlée    | Demis de mêlée          | Demis de mêlée   | Demis de mêlée         |
| ------------------- | ----------------- | ----------------------- | ---------------- | ---------------------- |
| Callum Braley       | 20 mars 1994      | 2 (0)                   | Gloucester Rugby | 2019                   |
| Guglielmo Palazzani | 11 avril 1991     | 32 (15)                 | Zebre            | 2014                   |
| Tito Tebaldi        | 20 septembre 1987 | 33 (8)                  | Benetton Trévise | 2009                   |
| Demis d'ouverture   |                   |                         |                  |                        |
| Tommaso Allan       | 26 avril 1993     | 49 (286)                | Benetton Trévise | 2013                   |
| Carlo Canna         | 25 août 1992      | 34 (136)                | Zebre            | 2015                   |
| Centres             |                   |                         |                  |                        |
| Tommaso Benvenuti   | 16 novembre 1989  | 13 (0)                  | Benetton Trévise | 2017                   |
| Michele Campagnaro  | 26 mars 1994      | 45 (35)                 | Harlequins       | 2013                   |
| Luca Morisi         | 20 janvier 1988   | 46 (75)                 | Benetton Trévise | 2012                   |
| Ailiers             |                   |                         |                  |                        |
| Mattia Bellini      | 8 février 1994    | 18 (30)                 | Zebre            | 2014                   |
| Giulio Bisegni      | 4 avril 1992      | 12 (0)                  | Zebre            | 2015                   |
| Matteo Minozzi      | 4 juin 1996       | 12 (35)                 | Wasps            | 2017                   |
| Arrières            |                   |                         |                  |                        |
| Jayden Hayward      | 11 février 1987   | 18 (5)                  | Benetton Trévise | 2017                   |
| Edoardo Padovani    | 15 mai 1993       | 21 (39)                 | Zebre            | 2016                   |

## Matchs de préparation
L'équipe d'Italie dispute quatre matchs de préparation contre des nations participant à la coupe du monde. 
| No | Date             | Lieu                                           | Match               | Score   | Compétition |
| -- | ---------------- | ---------------------------------------------- | ------------------- | ------- | ----------- |
| 1  | 10 août 2019     | Aviva Stadium, Dublin, Irlande                 | Irlande – Italie    | 29 – 10 | Test match  |
| 2  | 17 août 2019     | Riviera delle Palme, San Benedetto Italie      | Italie – Russie     | 85 – 15 | Test match  |
| 3  | 30 août 2019     | Stade de France, Saint-Denis France            | France – Italie     | 47 – 19 | Test match  |
| 4  | 6 septembre 2019 | St James' Park, Newcastle upon Tyne Angleterre | Angleterre – Italie | 37 – 0  | Test match  |

## Parcours en coupe du monde

### Poule B
| Rang | Pays             | J | V | N | D | Bo | Bd | Pm | Pe | Diff | Pts |
| ---- | ---------------- | - | - | - | - | -- | -- | -- | -- | ---- | --- |
| 1    | Nouvelle-Zélande | 0 | 0 | 0 | 0 | 0  | 0  | 0  | 0  | 0    | 0   |
| 2    | Afrique du Sud   | 0 | 0 | 0 | 0 | 0  | 0  | 0  | 0  | 0    | 0   |
| 3    | Italie           | 0 | 0 | 0 | 0 | 0  | 0  | 0  | 0  | 0    | 0   |
| 4    | Namibie          | 0 | 0 | 0 | 0 | 0  | 0  | 0  | 0  | 0    | 0   |
| 5    | Canada           | 0 | 0 | 0 | 0 | 0  | 0  | 0  | 0  | 0    | 0   |